# Anna Maria Falchi Massidda
Anna Maria Falchi Massidda (Bortigali, agosto 1824 – Bortigali, 25 dicembre 1873) è stata una poetessa del Regno di Sardegna.

## Biografia
Donna Anna Maria Falchi (o Falqui) nacque a Bortigali nell'agosto 1824, da don Efisio e donna Maria Giuseppa Passino. Era quindi di famiglia nobile e benestante. Questa condizione privilegiata le aveva garantito un buon livello di istruzione, che certamente influì sulla sua produzione letteraria. Sposò nel 1843 don Pietro Paolo Massidda (1812/1897), un ricco possidente di Santulussurgiu, che la seguì a Bortigali, di cui divenne anche sindaco, verso il 1850 e dal 1883 al 1887. Dal matrimonio nacquero cinque figli: Efisio, Caterina, Nicolò, battista, Giomaria, Giuseppa Antonia. 
Morì a Bortigali, relativamente giovane, la sera di Natale del 1873, nella propria abitazione posta in Via Nazionale

## Le opere
Sotto il suo nome ci sono state tramandate sedici “Glossas” e tre “Muttos”, grazie soprattutto ai quaderni manoscritti di Vittorio Mura di Santu Lussurgiu e Raimondo Pili di Seneghe. La poesia che le ha dato maggiore notorietà è sicuramente “Lenta sonat sa campana”, citata da Nichita Ordioni Siotto in un articolo de Il Giornale d'Italia del 16 aprile 1925 e pubblicata in riviste di poesia sarda. Ma in tutte, come dice Giovanna Cerina
La biblioteca di Bortigali, nel 1999, ne ha curato la raccolta, con la pubblicazione del libro Glossas, curato da Giovanna Cerina, col testo critico di Maurizio Virdis e con le traduzioni di Duilio Caocci.

### La poesia "Lenta sonat sa campana"
tristu de morte un’ispiru,

sonat de dantza unu giru,

una chitarra profana.
Sa chitarra armoniosa

dat pro su ballu trasportu,

nos avvisat chi ch’at mortu,

sa campana lamentosa

e, sonende luttuosa,

mustrat ch’ogni pompa est vana:

ca cando si crêt lontana

sa morte messat in giru,

già chi de morte un’ispiru

lenta sonat sa campana.

Fusu e a cordas filadu,

unu e atteru est metallu,

unu at sonadu unu ballu

s’atteru a mortu at toccadu:

su coro meu affannadu,

ch’appena traet respiru,

non pius da danza in su giru

dêt sigundare su pe,

ma dêt sonare pro me

tristu de morte un’ispiru.
Chissà, Su chi hat formadu

s’unu e s’atteru sonu,

s’in cuss’ora su perdonu

m’at a dare s’appo erradu,

cando su coro, portadu

de giovanile regiru,

de su ballu in su deliru

currìat s’ora festosa,

ca sa chitarra briosa

sonât de dantza unu giru.
Ca cando in sa gioventude

sas festas nos faghen corte,

no si pensat a sa morte,

no si curat sa salude:

bi cheret troppu virtude

e fortza pius che umana,

pro chi sa trista campana

sa morte a pensare ispingat,

cando su coro lusingat

una chitarra profana.»
triste di morte un sospiro,

suona di danza un giro

una chitarra profana.
La chitarra armoniosa

dona al ballo trasporto

e ci avvisa che c’è un morto

la campana lamentosa;

poi suonando luttuosa,

mostra che ogni pompa è vana

perché, quando si crede lontana,

la morte miete in giro,

giacché di morte un sospiro

lenta suona la campana.
Sia fuso che a corde filato,

l’uno e l’altro è metallo,

uno ha suonato il ballo,

l’altro a morto ha rintoccato:

il cuore mio è affannato

e a stento trae respiro,

lesto nel giro di danza

non più seguirà il mio pie’,

ma suonerà per me

triste di morte un sospiro.
Chissà se Chi ha formato

l’uno e l’altro suono

in quell’ora perdono

mi darà se ho peccato,

quando il cuore portato

da follia giovanile,

nel delirio del ballo

seguiva l’ora festosa,

ché la chitarra briosa

suonava di danza un giro.
Ché quando in gioventù

le feste ci fanno la corte,

non si pensa alla morte,

non si cura la salute:

ci vuole troppa virtù

e forza sovrumana

perché la triste campana

a pensare alla morte ci spinga,

quando una chitarra profana

il nostro cuore lusinga.»
(Anna Maria Falchi Massidda, Glossas)